# Torneo de Hong Kong 2017
El Hong Kong Open 2017 fue un torneo de tenis profesional jugado en canchas duras. Esta fue la octava edición del torneo, que fue parte de la WTA Tour 2017.

## Cabezas de serie

### Individuales femenino
| Tenista                   | Ranking | Preclasificada |
| Elina Svitolina           | 3       | 1              |
| Venus Williams            | 5       | 2              |
| Caroline Wozniacki        | 6       | 3              |
| Agnieszka Radwańska       | 14      | 4              |
| Yelena Vesnina            | 20      | 5              |
| Anastasiya Pavliuchenkova | 21      | 6              |
| Daria Gavrilova           | 22      | 7              |
| Zhang Shuai               | 26      | 8              |

- Ranking del 2 de octubre de 2017[2]

### Dobles femenino
| Tenistas                        | Ranking | Preclasificadas |
| Chan Hao-ching Chan Yung-jan    | 16      | 1               |
| Shuko Aoyama Yang Zhaoxuan      | 61      | 2               |
| Makoto Ninomiya Renata Voráčová | 73      | 3               |
| Eri Hozumi Miyu Kato            | 82      | 4               |

## Campeonas

### Individual femenino
Anastasiya Pavliuchenkova venció a  Daria Gavrilova por 5-7, 6-3, 7-6(7-3)

### Dobles femenino
Hao-Ching Chan  /  Yung-Jan Chan vencieron a  Lu Jiajing /  Qiang Wang por 6-1, 6-1